# Лагуна (Санта-Катарина)
Лагуна (порт. Laguna) — муніципалітет в штаті Санта-Катарина, Бразилія. Складова частина мезорегіону Південь штату Санта-Катарина. Знаходиться в складі великої міської агломерації Агломерація Тубаран. Входить в економіко-статистичний мікрорегіон Тубаран. Населення становить 49 568 осіб (на 2006 рік). Займає площу 440,525 км². Щільність населення - 112,5 осіб/км².

## Історія
Місто було засновано в 1714 році.

## Статистика
- Валовий внутрішній продукт на 2003 складає 158.696.601,00 реалів (дані: Бразильський інститут географії і статистики).
- Валовий внутрішній продукт на душу населення на 2003 складає 3.261,94 реалів (дані: Бразильський інститут географії і статистики).
- Індекс розвитку людського потенціалу на 2000 складає 0,793 (дані: Програма розвитку ООН).

## Географія
Клімат місцевості: субтропічний. У відповідності до класифікації Кеппена, клімат відноситься до категорії Cfa.

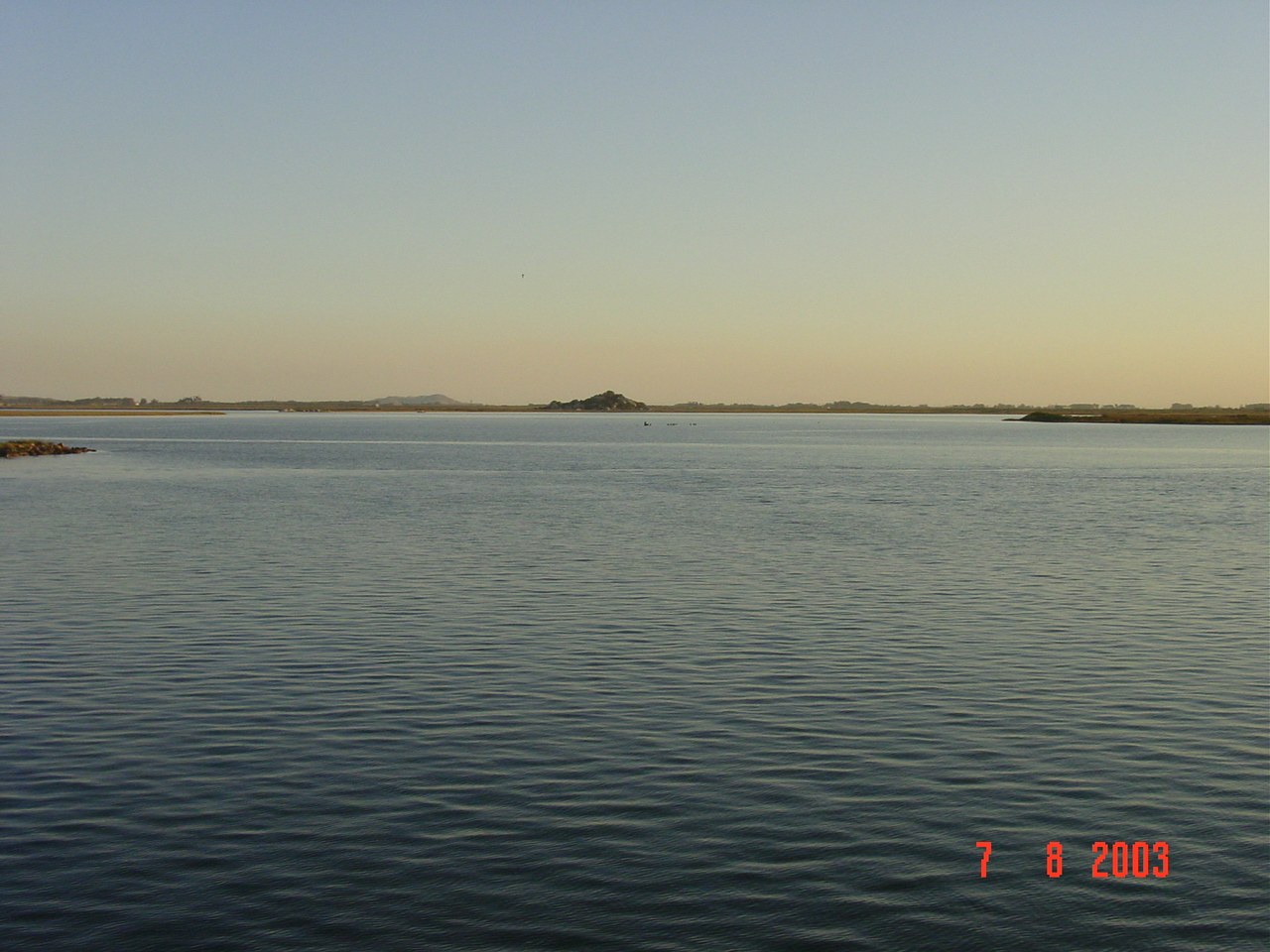